# (395412) 2011 SC163
(395412) 2011 SC163 es un asteroide perteneciente al cinturón de asteroides, región del sistema solar que se encuentra entre las órbitas de Marte y Júpiter.
Fue descubierto el 23 de septiembre de 2011 por el equipo del proyecto Spacewatch desde el observatorio Nacional de Kitt Peak.

## Designación y nombre
Designado provisionalmente como 2011 SC163.

## Características orbitales
2011 SC163 está situado a una distancia media del Sol de 2,747 ua, pudiendo alejarse hasta 2,977 ua y acercarse hasta 2,516 ua. Su excentricidad es 0,084 y la inclinación orbital 5,267 grados. Emplea 1662,66 días en completar una órbita alrededor del Sol.

## Características físicas
La magnitud absoluta de 2011 SC163 es 17,21.